# Csorba Csilla
Csorba Csilla, E.; Erdődyné Csorba Csilla, (Budapest, 1952. január 3.–): magyar művészettörténész, fotótörténész, muzeológus, a Petőfi Irodalmi Múzeum főigazgatója.

## Életpályája
1970-ben érettségizett Pestszentlőrincen. ELTE BTK: történelem–francia szak (1975); művészettörténet szak (1982). Múzeumvezetői ismeretek (akkreditált szakmai továbbképzés, 2010).
1975-től a Petőfi Irodalmi Múzeum munkatársa, muzeológus, 1983–1996 között a Művészeti Tár főosztályvezetője. 1977-től több éven át a Magyar Fotóművészek Szövetsége ösztöndíjasa volt.
1991–1996 között férje diplomáciai szolgálata okán családjával Németországban élt (Bonn).
1996–2005 között a PIM főigazgató-helyettese, 2005–2016: főigazgatója; 2017: az Arany János-emlékév múzeumi kurátora.
Vezetői működése alatt az intézmény több rangos szakmai elismerést szerzett. 2008-ban a PIM elnyerte Az Év Múzeuma címet; 2010-ben a Szellemi Tulajdon Nemzeti Hivatala Millenniumi Díját; 2011-ben a Kultúraközvetítők Fehér Rózsa-díját; 2015-ben a Prima Primissima Alapítvány Prima-díját.
2000-ben a Nemzeti Kulturális Örökség Minisztérium Közgyűjteményi Főosztálya országos szakfelügyelői jogkörrel ruházta fel, a színház-, zene-, irodalomtörténeti muzeológia szakfelügyeleti munkacsoport vezető szakfelügyelőjeként. 2003-tól részt vett az ELTE történelem, később muzeológia szakos hallgatóinak képzésében.
2007-ben alapító tagja volt a Magyar Fotótörténeti Társaságnak, amelynek jelenleg is elnöke. 2008-ban jött létre a Magyar Irodalmi Emlékházak Egyesülete, melynek megalakításában fundamentális szerepet vállalt. 2010-ben a Magyar Irodalomtörténeti Társaság Múzeumi és Közművelődési Tagozatának elnöke lett. 2011-ben az NKA Fotóművészeti Szakmai Kollégiuma kuratóriumi tagja.
Tudományos érdeklődésének előterében a 19–20. századi magyar képzőművészet és fotótörténet áll; számos könyvművészeti, kultusztörténeti és fotóikonográfiai tanulmány, forrásértékű fotóművészeti monográfia szerzője, nagyszabású kiállítások rendezője.

### Családja
Férje Erdődy Gábor történész, diplomata. Lánya Erdődy Orsolya (1976–) kulturális menedzser, a Budapesti Fesztiválzenekar igazgatója; fia Erdődy Kristóf (1987–) képzőművész, költő.

## Főbb művei
Publikációs listája az MTMT-ben.

### Kötetek
- "Baráti emlékül – Jókai Mór". Jókai Mór összes fényképe. Ikonográfia; összeáll., előszó E. Csorba Csilla; NPI, Bp., 1981 (Fotótéka)
- Kossuth Lajos életének képei; tan. Szabad György, szerk., előszó, képanyag összeáll. E. Csorba Csilla; HG, Bp., 1994
- Magyar fotográfusnők, 1900–1945; Enciklopédia, Bp., 2000 (franciául is)
- Székely Aladár, a művészi fényképész. 1870–1940; Vince, Bp., 2003
- "Egy ember, akit még eddig nem ismertünk". A Petőfi Irodalmi Múzeum Jókai-gyűjteményének katalógusa, 1-3.; szerk. E. Csorba Csilla; PIM, Bp., 2004–2018
  - 1. Kéziratai, az író képzőművészeti alkotásai, ábrázolások az íróról; összeáll. Parragi Márta, Ladányi József, E. Csorba Csilla; 2004
- Párizs nem ereszt el. Magyar írók Párizs-élménye 1900–1939; kiállításrend., katalógus összeáll. E. Csorba Csilla, szerk. Cséve Anna, tan. Beke László, E. Csorba Csilla, Tverdota György; PIM, Bp., 2005
- Iványi Katalin; szerk. E. Csorba Csilla, bev. Szeifert Judit, előszó Román József; Argumentum, Bp., 2005
- Halotti maszk – élőmaszk. Tanulmányok a kegyelet kultúrtörténetéből; szerk. E. Csorba Csilla, Kovács Ida; PIM, Bp., 2006
- Máté Olga fotóművész. "Nagy asszonyi dokumentum"; PIM–Helikon, Bp., 2006
- Berlin. "Nekünk ma Berlin a Párizsunk", Magyar írók Berlin-élménye, 1900–1933. Budapest, Petőfi Irodalmi Múzeum. 2007. március 27–október 10. Berlin, Magyar Köztársaság Nagykövetsége. 2007. november 15–2008. január 10.; kiállításrend. E. Csorba Csilla, szerk. Török Dalma; PIM, Bp., 2007
- Ady, a portrévá lett arc. Ady Endre összes fényképe; PIM, Bp., 2008
- Arany János és a fényképezés. Országh Antal fotográfus (1821–1878) pályaképe; tan. E. Csorba Csilla, Sipőcz Mariann; PIM, Bp., 2019
- A kamera poétája. André Kertész-fotók a Petőfi Irodalmi Múzeum gyűjteményeiből; összeáll. E. Csorba Csilla, Lukács Ágota, előszó Korniss Péter, Frédéric Rauser; PIM, Bp., 2019
- Új vizeken. Írók és művészek Székely Aladár műtermében; előszó Kemény István; PIM, Bp., 2020

### Tanulmányok
- Ady száz arca. Fényképikonográfia (in: Tegnapok és holnapok árján. Tanulmányok Adyról; PIM–NPI, 1977)
- Szederinda. Jókai írói jubileuma; in: Tények és legendák, tárgyak és ereklyék; PIM, 1994)
- Előhívás. Rippl-Rónai és a fényképezés (in: Rippl-Rónai József gyűjteményes kiáll. katalógus; MNG, 1998)
- Jókai Mór arcmásai. Képzőművészeti ikonográfia (in: A márciusi ifjak nemzedéke; MNM, Bp., 2000)
- Irányi (Halbschuh) Dániel (1822–1892); in: A márciusi ifjak nemzedéke (Magyar Nemzeti Múzeum, 2000)
- "Most, hogy nem vagy, megsokszorozlak". Halottábrázolás fotográfiákon (in: Halotti maszk – élőmaszk; PIM, 2006)
- Költőkép térben és időben; in: ARCpoetica.Petőfi Sándor életében készült képmásai (PIM, 2012)
- Ködösítés. Gondolat-fragmentumok a századelő fotográfiájáról; in: Ködlovagok. irodalom és képzőművészet találkozása a századfordulón, 1880–1914 (PIM, 2012)

### Kiállítások
- Buday György íróportréi (Nyugat Irodalmi Emlékmúzeum, Bp., 1980; Damjanich János Múzeum, Szolnok, 1981)
- "Gépképírások”. Máté Olga, Rónai Dénes, Székely Aladár fotóportréi a Nyugat nagyjairól, 1900–1930 (PIM, 1981)
- Képzőművészek hódolata Jókai Mór előtt, 1892 (PIM, 1982)
- Petőfi relikviái és utóélete a képzőművészetben (PIM, 1983)
- Jaschik Álmos emlékkiállítása (PIM, 1985)
- Swierkiewicz Róbert Cummings-illusztrációi (PIM, 1986)
- Bevezetés a magyar irodalom világába III. Ábrándok és tettek kora, 1817–1842 (PIM, 1988; társrend. Kalla Zsuzsa)
- A magyar könyvművészet száz éve (Frankfurt, Nemzetközi Könyvvásár, 1999; társrend. Püski Anikó)
- "Párizs nem ereszt el". Magyar írók Párizs-élménye, 1900–1939 (PIM, 2004; társrend. Cséve Anna, Horváth Csaba)
- Picturing Progress. Hungarian Women Photographers, 1900–1945 (Washington, The National Museum of Women in the Arts, 2009)
- Álmok köntöse. Magyar írók Bécs-élménye 1873–1936 (PIM, 2010; Bécs, Österreichisches Theatermuseum, 2011; társrend. Török Dalma, Wernitzer Júlia)
- Ország(h), város, híres ember. Arany János és a fényképezés (2018, PIM)
- A kamera poétája. André Kertész-fotók a Petőfi Irodalmi Múzeum gyűjteményeiből (2019, PIM; társrend. Lukács Ágota)
- Új vizeken... Írók és művészek Székely Aladár műtermében (2020, PIM; társrend. Kovács Ida)
- Ím, megtaláltam magamat. Ady és Nagyvárad (Ady Endre Emlékmúzeum, Nagyvárad, 2020)

## Szakmai tagságok
- UNESCO ICOM/ICLM (irodalmi és zenei múzeumok tagozata) vezetőségi tag (1998–)
- Magyar Fotótörténeti Társaság/MAFOT (2007–)
- ICOM MNB elnökségi tag (2013–)
- Pulszky Társaság ügyvezető elnöke (2015–2019)
- Magyar Irodalomtörténeti Társaság, Muzeológiai Tagozat vezetője
- Magyar Irodalmi Emlékházak Egyesülete (MIRE) elnöke

## Díjai, elismerései
- Szép Magyar Könyv (MKKE, Máté Olga fotóművész c. kötetért, 2006)
- Budapestért Díj (Budapest Főváros Közgyűlése, 2010)
- Magyar Köztársasági Érdemrend lovagkeresztje (2010)
- Toldy Ferenc-díj (2010)
- Pilinszky-emlékérem (Budapest Belváros–Lipótváros Önkormányzat, 2012)
- MúzeumCafé Díj (2017)
- Pulszky Ferenc-díj (2022)